# إدوارد كولمان
إدوارد كولمان (بالإنجليزية: Edward Coleman)‏ (5 سبتمبر 1891 في المملكة المتحدة - 2 أبريل 1917 في اليونان) هو لاعب كريكت بريطاني (وحمل سابقاً جنسية المملكة المتحدة لبريطانيا العظمى وأيرلندا). لعب مع نادي مقاطعة ساسكس للكريكت ‏.

## وصلات خارجية
- إدوارد كولمان على موقع إي آس بي آن كريك إنفو (الإنجليزية)